# Лаборд, Катрин
Катри́н Лабо́рд (фр. Catherine Laborde; 8 мая 1951[…], Бордо, Франция — 28 января 2025[…], Л'Иль-д'Йе, Франция) — французская телеведущая, актриса и писательница.
Ведущая прогноза погоды на TF1 с 11 июля 1988 по 11 января 2017 года на протяжении 28 лет.

## Биография

### Семья и образование
Отец Катрин Лаборд, учитель английского языка, стал инспектором академии, а затем учителем в Соединённых Штатах, где и опубликовал книгу о французской цивилизации. Её мать, Мария дель Пилар, испанка, являлась членом франко-британской сети Сопротивления и была награждена королевой Англии.
У Катрин есть две сестры, Женевьева и Франсуаз Лаборд. Три сестры, будучи вместе со своими родителями в течение нескольких летних каникул в США (с 1960 по 1967 год), частично получили образование в американских школах.
Будучи студенткой, Катрин получает степень бакалавра английского языка, посещает занятия в Консерватории драматического искусства в Бордо, а затем переезжает в Париж.

### Карьера
Катрин Лаборд появляется в сериале Роберта Мазойе Les Gens de Mogador, который транслировался на Первом канале ОРТФ в декабре 1972 года. В 1973 году она сыграла в своём первом спектакле в Париже, L'Église de Louis-Ferdinand Céline, затем снялась в своём первом фильме: Voyage en Grande Tartarie Жан-Шарля Такчелла.
В январе 1983 года Катрин Лаборд и актёр Анри Вирлого дают интервью Ноэлю Мамеру в газете 13 h Antenne 2 касающееся забастовки артистов. Они требуют большей компенсации по безработице и защиты своих прав.
В 1988 году канал TF1 находится в поиске ведущего для прогноза погоды. Франсуаз Лаборд, тогдашняя глава экономической службы TF1, призывает свою сестру подать заявку на эту должность. Вскоре Катрин берут на работу после сдачи экзамена в качестве ведущей прогноза погоды; она представляет свою первую информационную сводку 11 июля. Чаще всего она представляет сводки прогноза погоды до и после 13:00 и 20:00 часов, а также с 1994 на канале LCI г. (где в основном крутят повторы).
С 1990 по 1993 год она также вела двухнедельную программу на канале FR3, а затем на France 3, Parole d'école. С 2003 года она представляла программу телемагазина на TF1 Télévitrine, до 5 ноября 2011 г. Вскоре на этой должности её заменяет Мишель Ла Роза.
В январе 2007 и сентябре 2011 года, она выигрывает Le Grand Concours des animateurs, викторину, транслируемую в первой половине вечера на TF1 и представленную Карол Руссо с телеведущими в качестве кандидатов. В ноябре 2011 года она участвует на шоу Sosie! Or Not Sosie? представленное Винсентом Черутти на том же канале. Она также является одной из участниц в дуэте (в частности с Лиан Фоли) в передаче Qui veut gagner des millions? («Кто хочет выиграть миллионы»?)
14 июля 2012 года она участвует в телеигре Форт Боярд на канале France 2 с Гаэлем Лефорестье, Шерифой Луной, Жюли Рейно, Джимми Брианом и Родом Фанни для общественной организации «Face au monde».
В октябре 2012 года, она ведёт свой первый моноспектакль, Avec le temps, в Театре дю Пети-Гимназ в Париже, написанный Ги Карлье и Франсуа Ролленом.
12 апреля 2013 года, она участвовала в прайм-тайме Money Drop на канале TF1, для Secours populaire, в дуэте с Эммануэлем Муаром.
20 июля 2013 года, она участвовала в шоу Les Douze Coups de soleil (специальное шоу из игры Les Douze Coups de midi) на канале TF1 для общественной организации Les Toiles enchantées. Она играла в паре с Ксавье, одним из главных «гроссмейстеров» тех лет.
1 января 2017 года Катрин Лаборд представляла свой последний прогноз погоды на канале TF1 в возрасте 65 лет. В общей сложности она проработала на телевидении 28 лет. В конце сводки прогноза погоды Катрин благодарит зрителей за то, что они следили за ней на протяжении всех этих лет. Уход с телевидения объявляется в конце одной из программ вечерних новостей, которую вел Одри Креспо-Мара. В интервью RTL 11 января 2017 года Катрин Лаборд говорит, что уход с ТВ был исключительно её решением: «Это моё решение. Это не воля, а моё искреннее желание». Она так же отмечает: «Щелчок в моей голове произошёл тогда, когда я увидела на TF1, в месте, которое я так люблю, кучу молодых людей, для кого я могла бы быть матерью или даже бабушкой. В течение этих двадцати восьми лет она чередовала ведение сводки прогноза погоды с Мишелем Кардозом (до 1991 года), Аленом Жилло-Петре (до 1999 года), Франсуа Фандё (с 1989 по 1995 год), Эвелин Делиа (с 1992), Себастьен Фолен (с 2001 по 2009 год), Вероник Туйе (с 2009 года) и Луи Боден (с 2010 года).
С февраля 2017 года Катрин вела еженедельную видеохронику в журнале Le Point.
В марте 2017 года она поддерживает девушку с синдромом Дауна, которая хочет вести газету о погоде по телевидению. Катрин очень трогает эта история. 21 марта, она публично объявляет о своей приверженности Эммануэлю Макрону, кандидату на президентских выборах во Франции в 2017 году, потому что, по её словам, „Для Эммануэля Макрона вопросы, касающиеся людей с ограниченными возможностями, особенно важны“. В тот же день её приглашают как в качестве эксперта на программу Touche pas à mon poste! на канале C8. В апреле она становится одним из обозревателей шоу.

### Писательская деятельность
В 1997 году Катрин Лаборд начинает заниматься писательством. В 2009 году она публикует свой четвёртый роман aria Del Pilar „Мария Дель Пилар“ под издательством Éditions Anne Carrière.

### Личная жизнь
У Катрин Лаборд есть две дочери, Габриель (1987 г.р.) и Пии (1990 г.р.).
Катрин-спутница Томаса Стерна. В La Douce Joie d'être trompée „Сладкой радости быть обманутой“ она рассказывает о неверностях спутника и о своём аборте. В конечном итоге пара поженилась в ноябре 2013 года.
В октябре 2018 года, она рассказала, что уже в течение четырёх лет она страдает болезнью Паркинсона, что не позволяет ей ездить на велосипеде, носить каблуки или даже писать. В декабре 2018 года она поясняет, что эта болезнь-деменция с тельцами Леви.
Катрин Лаборд умерла 28 января 2025 года в возрасте 73 лет в окружении своих близких в своём доме на острове Л’Иль-д’Иё в Вандее.

## Телеведущая и ведущая
- с 11 июля 1988 по 1 января 2017 года: ведущая прогноза погоды на TF1
- 1990 — 1993: Parole d'école (FR3, затем France 3): ведущая
- 2003 — 2011: Télévitrine (TF1): ведущая
- 2017: Touche pas à mon poste! (C8): обозреватель

## Театр
- 1973: L'Église Луи-Фердинанда Селина, режиссёр Франсуа Жоке, компания Le Chantier Théâtre, Théâtre des Deux Portes, Théâtre de la Plaine, Théâtre des Mathurins: Жанин / танцовщица
- 1980: L’Habilleur Рональда Харвуда, режиссёр Стефан Мельдегг, Театр де ла Мишодьер
- 2012: Avec le temps,, Театр дю Пети-Гимнаса
- 2016: Il était une fable, Театр Ле Ранелаг, Париж

## Фильмография

### Фильмы
- 1974: Les Filles de Malemort, Даниэль Даерт: la souillon
- 1974: Voyage en Grande Tartarie de Jean-Charles Tacchella: Paméla
- 1975: Cousin, cousine de Jean-Charles Tacchella: la pharmacienne
- 1979: Il y a longtemps que je t’aime de Jean-Charles Tacchella: la jeune skieuse
- 1981: Croque la vie de Jean-Charles Tacchella: Lola
- 1982: Casting d’Arthur Joffé

### Телевизионные сериалы и фильмы
- 1972: Les Gens de Mogador Роберта Мазойе: Генриетта Руайе Верне
- 1973: La Nuit des lilas
- 1975: Расследования комиссара Мегре (телесериал) Maigret hésite, эпизод Клода Буассоля
- 1977: Расследования комиссара Мегре, эпизод: L’Amie de Mme Maigret от Марселя Кравенна
- 2016: Mission: Évelyne, серия 1

### Дубляж

#### Мультсериал
- 1984: Wingman: Софи, Джослин (голос)
- 1986: Juliette je t’aime: Suzanne (голос)[20].

## Публикации
- - Des sœurs, des mères, des enfants, coauteur avec Françoise Laborde, éditions Jean-Claude Lattès, 1997
  - Le mauvais temps n’existe pas, 2005
  - La Douce Joie d'être trompée, 2007, coécrit avec Thomas Stern
  - Maria del Pilar, 2009, éd. Anne Carrière
  - Mon homme, ma femme, coauteur avec Thomas Stern, Flammarion, 2010
  - Les chagrins ont la vie dure, Flammarion, 2016
  - Trembler, Plon, 2018